# 恩斯利鎮區 (密歇根州)
恩斯利鎮區（英語：Ensley Township）是位於美國密歇根州紐威哥縣的一個行政鎮區。

## 地方資料
恩斯利鎮區的面積為93.50平方千米，當中陸地面積為92.40平方千米，而水域面積為1.10平方千米。根據2020年美國人口普查的數據，當地共有人口2603人，而人口密度為每平方千米27.84人。